# 小小鲉
小小鲉（学名：Scorpaenodes minor）为鲉科小鲉属的鱼类。分布于印度至西太平洋、台湾岛等。该物种的模式产地在莫桑比克。為熱帶海水魚，棲息在沙石混合的礁石平台，生活習性不明，具有毒棘。
其种加词“minor”意为“较小的”。